# Karin Vannar
Karin Elisabeth Vannar, född 31 augusti 1952 i Jokkmokks församling, Norrbottens län, är en svensk samisk politiker.

## Biografi
Karin Vannar är medlem i Sirges sameby, ordförande i det lokala partiet Samernas Väl i Jokkmokk och vice ordförande i kommunstyrelsen i Jokkmokk. Hon var suppleant i Sametinget för partiet Guovssonásti 2005-09 och är ledamot sedan 2009. Hon är vice ordförande i detta parti.